# Åse Idland
Åse Idland (Sandnes, 2 aprile 1973) è un'ex biatleta norvegese.

## Biografia
Originaria di Figgjo di Sandnes, in Coppa del Mondo ottenne il miglior piazzamento, nonché primo risultato di rilievo, il 17 dicembre 1992 a Pokljuka (6ª).
In carriera prese parte a un'edizione dei Giochi olimpici invernali, Albertville 1992 (27ª nell'individuale), e a due dei Campionati mondiali, vincendo una medaglia.

## Palmarès

### Mondiali
- 1 medaglia:
  - 1 argento (gara a squadre[2] a Canmore 1994)

### Coppa del Mondo
- Miglior piazzamento in classifica generale: 19ª nel 1993 e nel 1994